# Сент Уан л'Омон
Сент Уан л'Омон град је у Француској у региону Île-de-France, у департману Val-d'Oise.
По подацима из 2010. године број становника у месту је био 23.608.

## Демографија
| 1962. | 1968. | 1975.  | 1982.  | 1990.  | 2011.  |
| ----- | ----- | ------ | ------ | ------ | ------ |
| 6 985 | 9 957 | 15 948 | 17 098 | 18 673 | 23.731 |

## Партнерски градови
- Фано